# 익산 심곡사 대웅전
익산 심곡사 대웅전(益山 深谷寺 大雄殿)은 대한민국 전북특별자치도 익산시 낭산면, 심곡사에 있는 대웅전이다. 1984년 4월 1일 전라북도의 문화재자료 제87호로 지정되었다.

## 참고 자료
- 심곡사대웅전 - 국가유산청 국가유산포털